# Neopanorpa baviensis
Neopanorpa baviensis är en näbbsländeart som beskrevs av Cheng 1953. Neopanorpa baviensis ingår i släktet Neopanorpa och familjen skorpionsländor. Inga underarter finns listade i Catalogue of Life.